# Pallacanestro Varese 1987-1988
Nel Campionato 1987-88 la Pallacanestro Varese affianca il proprio nome al calzaturificio cittadino "DiVarese". Rispetto al campionato precedente i cambiamenti in rosa sono minimi; ceduti Giorgio Cattini e Paolo Nicora, Andreas Brignoli è in prestito alla seconda squadra della città, la Robur et Fides Varese. Guido Curtarello rientra da Busto Arsizio, Massimo Sorrentino è acquistato dalla "Endas Milano" e Mariano Cantoni da Sondrio.
Al termine del campionato la DiVarese è prima in classifica, mentre al termine dei Play-off si qualificherà terza, alle spalle della vincente Scavolini Pesaro e della Tracer Milano.
In Coppa Italia la squadra varesina viene sconfitta in finale dalla Snaidero Caserta.
In Coppa Korać la compagine bosina è eliminata agli ottavi negli scontri diretti con il Racing Paris.

## Rosa 1987/88
- Guido Curtarello
- Massimo Sorrentino
- Massimo Ferraiuolo
- Dino Boselli
- Riccardo Caneva
- Charles Pittman
- Corny Thompson
- Francesco Vescovi
- Stefano Rusconi
- Romeo Sacchetti
- Allenatore:
  -  Joe Isaac

## Statistiche
| COMPETIZIONE        | GIOCATE | VINTE | PERSE | F    | S    | PIAZZAMENTO |  |
| CAMPIONATO completo | 36      | 26    | 10    | 3322 | 3143 | 3           |  |
| TORNEI E AMICHEVOLI | 22      | 15    | 7     | 2096 | 1981 | -           |  |
| COPPA KORAC         | 4       | 2     | 1*    | 410  | 344  | Ottavi      |  |
| COPPA ITALIA        | 5       | 4     | 1     | 478  | 438  | 2           |  |

- 1 pareggio

## Fonti
- "Pallacanestro Varese 50 anni con voi" di Augusto Ossola
- Lega Basket, su 195.56.77.208. URL consultato il 6 maggio 2011 (archiviato dall'url originale il 19 marzo 2012).